# 山下絵里香
山下 絵里香（やました えりか、4月12日 - ）は、日本のナレーター、女性声優。石川県出身。愛称は、エッカ。

## 略歴
石川県立金沢泉丘高等学校卒業、神戸大学発達科学部卒業、青二塾大阪校19期生。
- 2001年4月 - 青二塾大阪校に19期生として入塾。
- 2003年3月 - 青二塾大阪校を卒塾。
- 2003年4月 - 青二プロダクションに所属、声優としてデビュー。
- 2005年3月 - 青二プロダクションを退社。
- 2005年4月 - ナレーターに転身する。

## 出演

### テレビアニメ
- ゾイド新世紀スラッシュゼロ（2001年、アナウンサー）
- ボボボーボ・ボーボボ（2003年、若小妻）
- わがまま☆フェアリー ミルモでポン!（2003年、4番）
- ONE PIECE（2004年、市民）

### 劇場アニメ
- ONE PIECE 呪われた聖剣（2004年）

### OVA
- 土方歳三 白の軌跡（2004年、母親）

### ゲーム
- ゼノサーガ エピソードII［善悪の彼岸］（2004年、アナウンサー）
- しろがねの鳥籠（2005年、リア）
- テイルズ オブ レジェンディア（2005年）

### 吹き替え
- ストーン・コールド -影に潜む-

### 音声ドラマ
- 異界繁盛記 ひよこや商店（母親、舞妓B）
- 下僕少年節（こずえ）
- ドラマCD「テイルズ オブ シンフォニア」アンソロジー1 〜ロデオライド・ツアー〜
- 無宿狼人キバ吉 〜番外編 復讐の炎は牙に散れ〜（お蘭）

### ラジオ
- かつしかSUNSUNワイド（2009年 - 2011年、かつしかFM）

### ナレーター
- あさイチ（NHK総合）
- タマネギ頭（2012年 - 2013年、TBSチャンネル）
- あさナビ（テレビ朝日）
- イケテル（テレビ朝日）